# Референдум в Лихтенштейне по членству в Европейской экономической зоне (1995)
Референдум в Лихтенштейне по членству в Европейской экономической зоне проходил 9 апреля 1995 года. Это стал второй референдум о членстве в ЕЭЗ. Несмотря на то, что на предыдущем референдуме 1992 года большинство избирателей одобрило вхождение Лихтенштейна в ЕЭЗ, страна не присоединилась к ней при её образовании в 1994 году. Результат второго референдума, который также включал договор с соседней Швейцарией, составил 55,88 % в пользу членства, с явкой избирателей на 82,03 %. Лихтенштейн присоединился к ЕЭЗ в мае 1995 года.

## Контекст
Референдум касался вступления в Европейскую экономическую зону (ЕЭЗ).
Референдум о вступлении в ЕЭЗ состоялся в декабре 1992 года и был одобрен более чем 55 % избирателей. Однако незадолго до этого Швейцария, с которой Лихтенштейн был связан договором о Таможенном союзе, отказалась от вступления в ЕЭЗ. В результате правительство Лихтенштейна решило заморозить вхождение в ЕЭЗ. ЕЭЗ была создано в 1994 году, в то время как Лихтенштейн пересмотрел условия членства. Наконец, был заключен новый договор, позволяющий стране поддерживать модифицированный таможенный союз со Швейцарией.

## Результаты
| Выбор                               | Голоса | %    |
| ----------------------------------- | ------ | ---- |
| За                                  | 6 412  | 55,9 |
| Против                              | 5 062  | 44,1 |
| Недействительных/пустых бюллетеней  | 245    | -    |
| Всего                               | 11 719 | 100  |
| Зарегистрированных избирателей/Явка | 14 286 | 82,0 |
| Источник: Démocratie Directe        |        |      |